# Edward Francis (clérigo)
Edward Reginald Francis (31 de janeiro de 1929 - 16 de maio de 2004) foi arquidiácono de Bromley de 1979 a 1994.
Ele foi educado na Dover Grammar School for Boys e ordenado em 1961. Depois de uma curadoria em Frindsbury, ele foi Vigário de Chatham e, em seguida, Reitor Rural de Rochester. Ele foi Arquidiácono de Bromley de 1969 a 1978.